# Ingemar Johansson (Leichtathlet)
Ingemar Johansson (Bror Ingemar Ture Johansson; * 25. April 1924 in Hagfors; † 18. April 2009 in Värmskog) war ein schwedischer Geher.
Von 1946 bis 1948 wurde er schwedischer Meister im 10-Kilometer-Gehen. 1947 stellte er in 45:00,0 Minuten seine persönliche Bestzeit auf. Bei den Olympischen Spielen 1948 in London konnten sich mit Werner Hardmo, der 1945 die bestehende Weltbestzeit aufgestellt hatte, John Mikaelsson und Johansson alle drei schwedischen Geher für das Finale qualifizieren. Im Finale wurde Hardmo disqualifiziert, Mikaelsson siegte mit einer halben Minute Vorsprung auf Johansson, der seinerseits mit 16 Sekunden Vorsprung auf den drittplatzierten Schweizer Fritz Schwab das Ziel erreichte.
Zwei Jahre nach London gab Johansson bei den Leichtathletik-Europameisterschaften 1950 in Brüssel auf. 1951 gewann er noch einmal den schwedischen Meistertitel. 